# Grand-Laviers
Grand-Laviers est une commune française située dans le département de la Somme, en région Hauts-de-France.
Depuis juillet 2020, la commune fait partie du parc naturel régional Baie de Somme - Picardie maritime.
La commune fait partie des villages labellisés Pays d'art et d'histoire qui œuvrent à mettre en avant leur patrimoine,.

## Géographie

### Localisation
Grand-Laviers est un village périurbain picard du Ponthieu proche du Vimeu.
Limitrophe d'Abbeville, la localité est située à 9 km au sud de Nouvion et à 45 km au nord-ouest d'Amiens à vol d'oiseau.
Le territoire de la commune est limitrophe de ceux de cinq communes.
Les communes limitrophes sont  Abbeville, Buigny-Saint-Maclou, Cambron, Port-le-Grand et Saigneville.

### Géologie et relief
Le village est bordé à l'ouest par les collines du bois de Bonance (ancienne forêt d'Abbeville). Il a perdu de son importance avec le recul de la mer lié à l'ensablement de la baie.

### Hydrographie

#### Réseau hydrographique
La commune est située dans le bassin Artois-Picardie. Elle est drainée par la Somme canalisée et divers autres petits cours d'eau.
Le canal de la Somme double l'ancien lit et le lit actuel du  fleuve côtier la Somme (fleuve) et leurs importantes zones humides. Construit entre 1770 et 1827, et mis au gabarit Freycinet en 1880, il est long 170 km. Il débute à Saint-Simon où il touche au canal de Saint-Quentin et débouche dans la baie de Somme. es anciens bassins de décantation de la sucrerie d'Abbeville, démolie en 2008, ont été réaménagés  en 2010 pour constituer la réserve ornithologique Baie de Somme - Grand-Laviers, fréquentée par près de 200 espèces d'oiseaux.

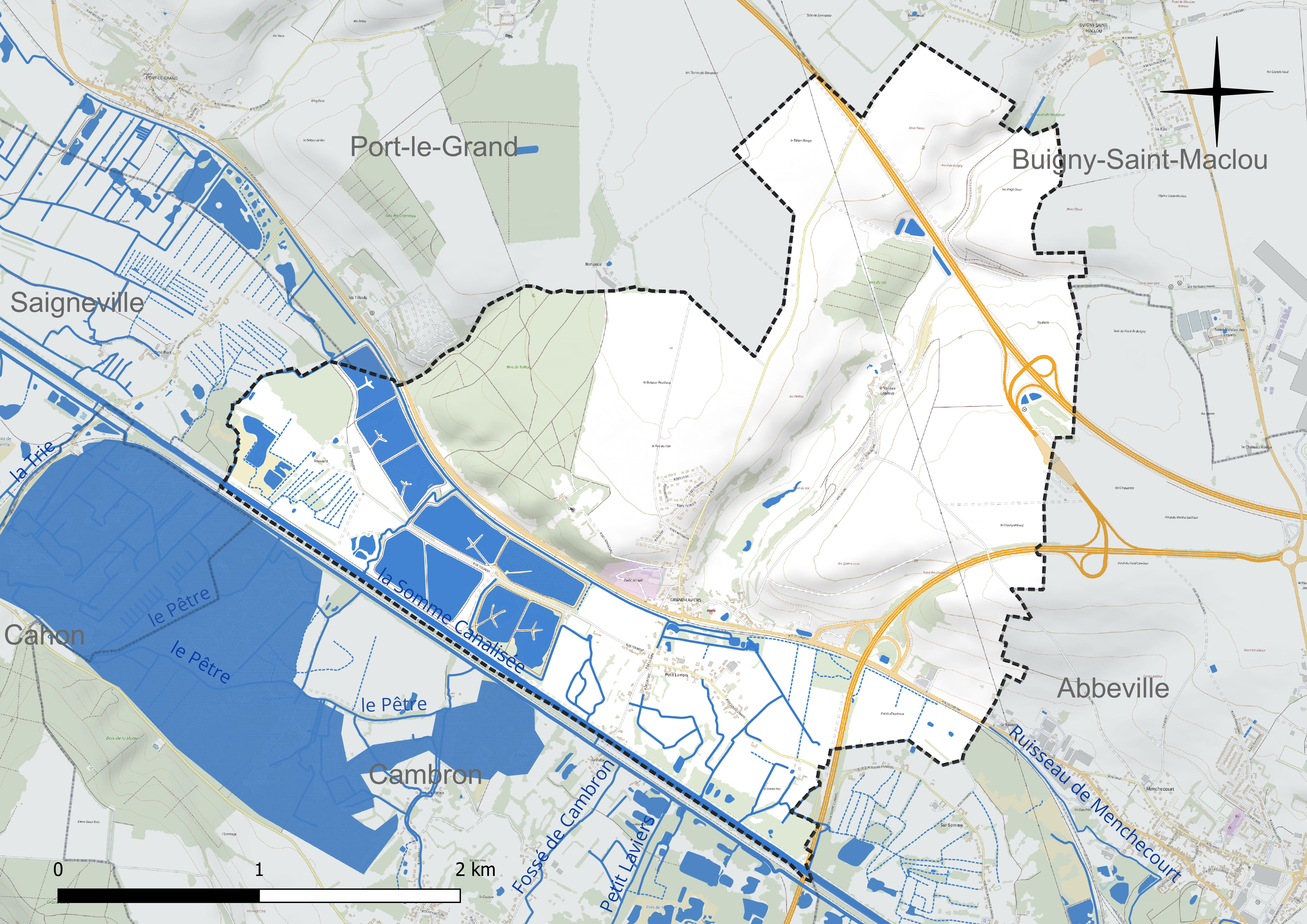
Réseau hydrographique de Grand-Laviers.

#### Gestion et qualité des eaux
Le territoire communal est couvert par le schéma d'aménagement et de gestion des eaux (SAGE) « Somme aval et Cours d'eau côtiers ». Ce document de planification concerne un territoire de 1 835 km2 de superficie, délimité par le bassin versant de la Somme canalisée. Le périmètre a été arrêté le 29 avril 2010 et le SAGE proprement dit a été approuvé le 6 août 2019. La structure porteuse de l'élaboration et de la mise en œuvre est le syndicat mixte d'aménagement hydraulique du bassin versant de la Somme (AMEVA).
La qualité des cours d'eau peut être consultée sur un site dédié géré par les agences de l'eau et l'Agence française pour la biodiversité.

### Climat
Pour des articles plus généraux, voir Climat des Hauts-de-France et Climat de la Somme.
En 2010, le climat de la commune est de type climat océanique altéré, selon une étude du CNRS s'appuyant sur une série de données couvrant la période 1971-2000. En 2020, Météo-France publie une typologie des climats de la France métropolitaine dans laquelle la commune est exposée à un climat océanique et est dans la région climatique Côtes de la Manche orientale, caractérisée par un faible ensoleillement (1 550 h/an) ; forte humidité de l'air (plus de 20 h/jour avec humidité relative > 80 % en hiver), vents forts fréquents.
Pour la période 1971-2000, la température annuelle moyenne est de 10,4 °C, avec une amplitude thermique annuelle de 12,7 °C. Le cumul annuel moyen de précipitations est de 793 mm, avec 12,2 jours de précipitations en janvier et 8,3 jours en juillet. Pour la période 1991-2020, la température moyenne annuelle observée sur la station météorologique la plus proche, située sur la commune d'Abbeville à 4 km à vol d'oiseau, est de 11,0 °C et le cumul annuel moyen de précipitations est de 806,2 mm,. Pour l'avenir, les paramètres climatiques de la commune estimés pour 2050 selon différents scénarios d'émission de gaz à effet de serre sont consultables sur un site dédié publié par Météo-France en novembre 2022.
| Mois                                  | jan.             | fév.             | mars          | avril           | mai             | juin          | jui.           | août           | sep.           | oct.          | nov.            | déc.             | année      |
| ------------------------------------- | ---------------- | ---------------- | ------------- | --------------- | --------------- | ------------- | -------------- | -------------- | -------------- | ------------- | --------------- | ---------------- | ---------- |
| Température minimale moyenne (°C)     | 2,2              | 2,3              | 4             | 5,5             | 8,7             | 11,4          | 13,4           | 13,7           | 11,3           | 8,7           | 5,3             | 2,8              | 7,4        |
| Température moyenne (°C)              | 4,6              | 5                | 7,4           | 9,9             | 13              | 15,7          | 17,9           | 18,1           | 15,4           | 12            | 7,9             | 5,1              | 11         |
| Température maximale moyenne (°C)     | 7                | 7,7              | 10,9          | 14,3            | 17,3            | 20,1          | 22,4           | 22,6           | 19,6           | 15,3          | 10,5            | 7,4              | 14,6       |
| Record de froid (°C) date du record   | −17,4 17.01.1985 | −15,2 13.02.1929 | −9,8 04.03.05 | −3,6 11.04.03   | −1,6 02.05.1960 | 0 14.06.1933  | 1,3 29.07.1933 | 4,9 28.08.1979 | 1,3 23.09.1979 | −5 28.10.1931 | −8,2 23.11.1956 | −14,6 20.12.1938 | −17,4 1985 |
| Record de chaleur (°C) date du record | 17,2 10.01.1936  | 19,9 17.02.1950  | 25,2 31.03.21 | 29,3 16.04.1949 | 32,4 25.05.1953 | 35,2 18.06.22 | 41,3 25.07.19  | 37,3 10.08.03  | 33,1 10.09.23  | 27,8 01.10.11 | 21,8 03.11.1927 | 16,3 30.12.22    | 41,3 2019  |
| Précipitations (mm)                   | 64,1             | 53,4             | 52,8          | 50              | 60,4            | 63,3          | 62,1           | 80,6           | 66,6           | 77            | 84,2            | 91,7             | 806,2      |

## Urbanisme

### Typologie
Au 1er janvier 2024, Grand-Laviers est catégorisée commune rurale à habitat dispersé, selon la nouvelle grille communale de densité à sept niveaux définie par l'Insee en 2022.
Elle appartient à l'unité urbaine d'Abbeville, une agglomération intra-départementale regroupant cinq  communes, dont elle est une commune de la banlieue,,. Par ailleurs la commune fait partie de l'aire d'attraction d'Abbeville, dont elle est une commune de la couronne,. Cette aire, qui regroupe 73 communes, est catégorisée dans les aires de 50 000 à moins de 200 000 habitants,.

### Occupation des sols
L'occupation des sols de la commune, telle qu'elle ressort de la base de données européenne d'occupation biophysique des sols Corine Land Cover (CLC), est marquée par l'importance des territoires agricoles (59,8 % en 2018), en diminution par rapport à 1990 (75,9 %). La répartition détaillée en 2018 est la suivante : 
terres arables (41 %), prairies (18,4 %), espaces verts artificialisés, non agricoles (11,9 %), forêts (9 %), eaux continentales (8,9 %), zones urbanisées (7,1 %), zones humides intérieures (1,8 %), zones industrielles ou commerciales et réseaux de communication (1,6 %), zones agricoles hétérogènes (0,3 %). L'évolution de l'occupation des sols de la commune et de ses infrastructures peut être observée sur les différentes représentations cartographiques du territoire : la carte de Cassini (XVIIIe siècle), la carte d'état-major (1820-1866) et les cartes ou photos aériennes de l'IGN pour la période actuelle (1950 à aujourd'hui).

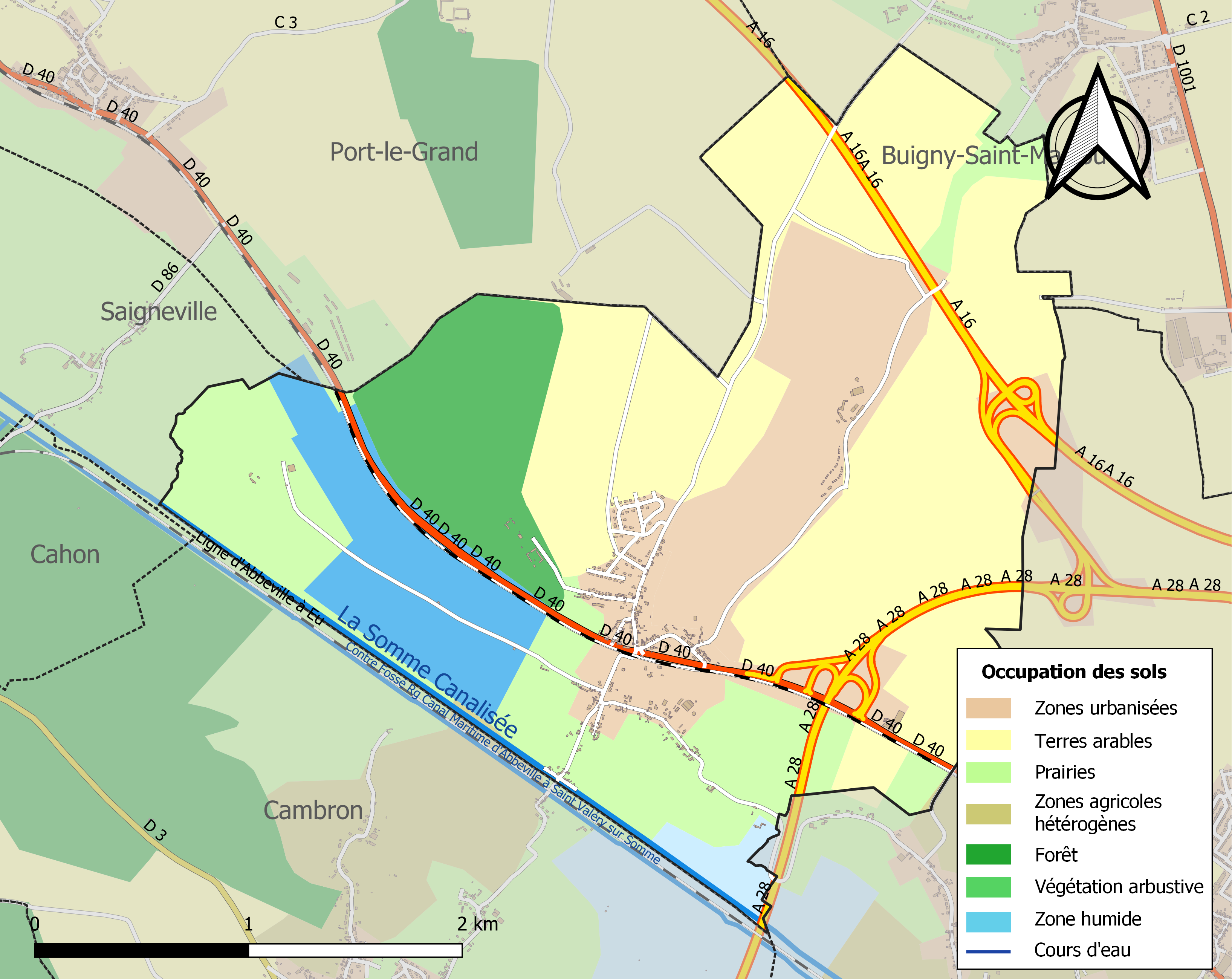
Carte des infrastructures et de l'occupation des sols de la commune en 2018 (CLC).

### Voies de communication et transports
Grand-Laviers est située sur l'ancienne RN 40 A (actuelle RD 40) reliant Abbeville à Rue, et surplombant naguère le fond de l'estuaire de la Somme. Le territoire communal est traversé au sud par la Ligne de Longueau à Boulogne-Ville et les autoroutes A16 et A 28 auxquelles il est connecté par la sortie no 1 Baie de la Somme.
En 2019, Grand-Laviers est desservie par les lignes d'autocars du réseau Trans'80, Hauts-de-France, chaque jour de la semaine sauf le dimanche et les jours fériés. La gare la plus proche est la gare d'Abbeville, desservie par des trains du réseau régional TER Hauts-de-France.

## Toponymie
Le village est mentionné en 881 en latin médiéval : Latverum ou Laverum dans les annales de l'abbaye Saint-Vaast.
Les formes anciennes font penser à celle de Louviers (Lotvers 1025), dont le même élément final -viers se retrouve également dans Reviers (Calvados) et Verviers (Belgique). On identifie l'élément celtique var / ver dans les noms de la Vire, du Var et dans les noms de cours d'eau du type Varenne. Son sens serait donc hydronymique. Il n'est pas interdit d'y voir la signification de « bras de rivière », Louviers est située au bord d'divers bras de l'Eure. Il est certain qu'au IXe siècle, cet endroit est encore au fond de l'estuaire de la Somme.

## Histoire

### Préhistoire
Un site de taille de silex est fouillé en 1988 sur le tracé de la rocade ouest d'Abbeville : il met en évidence un habitat ancien et du matériel entre la basse Somme tourbeuse et les plateaux du Ponthieu.

### Moyen Âge
Les Annales de Saint-Bertin rapportent qu'en 882, tandis que les Normands pillaient l'abbaye de Saint-Quentin, Carloman II, après diverses manœuvres stériles, établit son camp près de Laviers pour leur barrer le passage vers la mer.
Au XIe siècle, une motte castrale est construite vers le haut de la côte de Laviers, « au-dessous du bois et de la ferme de Tofflet, sur un petit cap qui s'avance vers la baie ». En 1137, la charte accordée à Abbeville par le comte de Ponthieu mentionne  Laveriœ, et en 1177, une donation faite par Jean de Ponthieu à la léproserie des frères du Val, à Abbeville, mentionne le don d'une forêt, généralement identifiée comme le bois de Bonance. Le défrichement d'une forêt située dans l'actuel Val aux Lépreux, entre Laviers et Buigny-Saint-Maclou aurait démarré dès 1164.
En 1271, le seigneur de Laviers est pair du comté de Ponthieu.
Peu après les débuts de la guerre de Cent Ans, en 1349, le comte de Ponthieu confisque le fief de Laviers à la famille de Nivi et le vend aux Chartreux. Ce fief s'étend de Millencourt (près de Saint-Riquier) à Cambron, et commande la route d'Abbeville à Rue, où est extrait le sel. En 1416, le fief est attribué à Raoul le Sage, conseiller du roi d'Angleterre. En 1451, Charles VII confisque le fief et l'attribue à Jean de Belleval, maréchal de Ponthieu. En 1455, une escarmouche autour de Laviers empêche les navires de Philippe le Bon de débarquer sur la rive sud de l'estuaire de la Somme.
En 1480, Louis XI achète la seigneurie de Laviers et en fait don à la chapelle du Saint-Esprit de Rue.
En 1663, la léproserie du Val est dirigée par les Hospitaliers de saint Lazare.
Le chapitre de Saint-Vulfran d'Abbeville rachète une partie de la seigneurie de Laviers en 1618 et, en 1696, ferme définitivement la maladrerie du Val des Lépreux.

### Temps modernes
En 1777, à la suite de l'obstruction d'divers bras de la Somme à Saint-Valery-sur-Somme, les autorités envisagent la réalisation d'un canal maritime entre Abbeville et l'estuaire, à Saint-Valery même. Les travaux commencent en 1786 mais doivent être interrompus dès 1793 devant les difficultés techniques (impossibilité de fonder les écluses dans le lit d'alluvions) et surtout la réaction des propriétaires de Bas-Champs, éleveurs de bétail de prés salés. Les travaux ne reprennent que sur ordre de Bonaparte en 1802, qui envisage de faire de Saint-Valery-sur-Somme un port de guerre. Les travaux se poursuivent en 1810, avec emploi de prisonniers de guerre espagnols aux travaux de terrassement, et le canal maritime est inauguré en 1827.
En 1840, Laviers prend le nom de Grand-Laviers, et de 1845 à 1850, on construit la ligne de chemin de fer d'Abbeville à Étaples, tronçon constitutif de la ligne de Longueau à Boulogne-Ville. À Grand-Laviers, le lit de la vieille Somme est remblayé pour poser la voie. La Première Guerre mondiale épargne relativement le village, qui héberge des troupes d'auxiliaires coloniaux indiens, mais en mai 1940, le village partage le triste sort d'Abbeville. Il est libéré par les troupes canadiennes le 1er septembre 1944.
En 1953, une école primaire est construite à Grand-Laviers. L'année suivante, l'œuvre des pupilles de l'école publique hérite de la famille de Jusancourt un château qui abrite depuis cette date un institut médico-pédagogique bien connu dans la région.
Le 2 mai 1976, le hameau de Petit Laviers est rattaché à la commune de Grand-Laviers, auparavant il faisait partie de la commune de Cambron.

## Politique et administration

### Tendances politiques et résultats
Grand-Laviers est un village traditionnellement de gauche qui a longtemps connu une forte implantation du parti Chasse Pêche Nature et Traditions, due au nombre important de chasseurs dans la commune. Toujours ancré à gauche, le village connaît une poussée du vote Front national, comme l'ensemble du département[réf. nécessaire].
L'attachement à gauche de la commune est encore plus frappant en vue des résultats des élections législatives de 2007. Le député sortant UMP Joël Hart est très largement battu dans la commune par Gilbert Mathon, éléphant socialiste local.[réf. nécessaire]
Les élections présidentielles de 2012 ont confirmé l'ancrage à gauche de la commune. En effet, François Hollande réalise un score de 31,4 % (81 voix) contre 25,97 % (67 voix) pour Nicolas Sarkozy, 20,54 % (53 voix) pour Marine Le Pen et 12,02 % (31 voix) pour Jean-Luc Mélenchon. Au second tour, M. Hollande a réuni 61,6 % (154 bulletins) des suffrages exprimés, un score nettement plus élevé que celui réalisé par Ségolène Royal en 2007.
Il est intéressant de constater que le score de Mme Le Pen est supérieur de 4 points à celui réalisé par son père il y a cinq ans mais reste inférieur à la moyenne des communes environnantes (y compris Abbeville). Par ailleurs, les votes accordés à l'extrême droite au premier tour se sont peu reportés sur Nicolas Sarkozy qui améliore peu son score du premier tour.[réf. nécessaire]
Les électeurs de Grand-Laviers ont également accordé une confiance massive à la candidate du Parti socialiste, Pascale Boistard, qui l'a emporté dans la commune avec 60,51 % des suffrages face à son adversaire de l'UMP Stéphane Decayeux. Ce score est cependant moindre que celui réalisé aux législatives de 2007 par Gilbert Mathon qui avait réuni près de 70 % des suffrages, ce qui s'explique probablement par le parachutage de Mme Boistard tandis que M. Mathon était très implanté dans la région.[réf. nécessaire]

### Liste des maires
| Période                                  | Période                      | Identité             | Étiquette | Qualité                                                 |
| ---------------------------------------- | ---------------------------- | -------------------- | --------- | ------------------------------------------------------- |
| Les données manquantes sont à compléter. |                              |                      |           |                                                         |
| 1836                                     |                              | Henri Queux          |           |                                                         |
| Les données manquantes sont à compléter. |                              |                      |           |                                                         |
| 1860                                     | 1888                         | Pierre Trancart      |           |                                                         |
| 1888                                     | 1900                         | Louis Line           |           |                                                         |
| 1900                                     | 1904                         | Eugène Line          |           |                                                         |
| 1905                                     | 1919                         | Oswald Rocque        |           |                                                         |
| 1919                                     | 1936                         | Louis Rocque         |           |                                                         |
| 1936                                     | 1942                         | Paul Carton          |           |                                                         |
| 1942                                     | 1944                         | Julien Firmin        |           |                                                         |
| 1944                                     | 1953                         | Lucien Tellier       |           |                                                         |
| 1953                                     | 1959                         | Clotaire Deneux      |           |                                                         |
| 1959                                     | 1989                         | Gabriel Bouly        |           |                                                         |
| mars 1989                                | février 2001                 | Daniel Roger         |           | agriculteur                                             |
| mars 2001                                | mars 2008                    | Jean-Michel Mouret   | DVD       | ingénieur météorologue                                  |
| mars 2008                                | avril 2014                   | Serge Letellier      |           | retraité                                                |
| avril 2014                               | En cours (au 8 octobre 2020) | Christophe Mennesson |           | Ancien directeur du golf Réélu pour le mandat 2020-2026 |

### Politique de développement durable
Un golf est créé en 1989 lors de l'aménagement de l'autoroute A 16. Il compte 18 trous, un parcours d'entraînement et un practice. Il est exploité jusqu'à janvier 2019 sur environ 72 ha. Ses propriétaires veulent le remettre en culture, provoquant la crainte d'habitants que cet aménagement provoque des coulées de boue et des inondations en contrebas. La communauté d'agglomération Baie de Somme souhaite, elle, acheter les terrains pour y réaliser un projet éco-touristique et structurant dans le cadre du Parc naturel régional.

### Distinctions et labels
Les félicitations ont été obtenues en 2016 du Jury départemental des Villes et villages fleuris. En 2017, un prix d'honneur récompense les efforts fournis pour le fleurissement communal. Les élus espèrent une première fleur en 2018.
- La commune est saluée pour son fleurissement remarquable et sera proposée en 2025 pour l'obtention d'une fleur au concours des villes et villages fleuris[34].

## Population et société

### Démographie
L'évolution du nombre d'habitants est connue à travers les recensements de la population effectués dans la commune depuis 1793. Pour les communes de moins de 10 000 habitants, une enquête de recensement portant sur toute la population est réalisée tous les cinq ans, les populations de référence des années intermédiaires étant quant à elles estimées par interpolation ou extrapolation. Pour la commune, le premier recensement exhaustif entrant dans le cadre du nouveau dispositif a été réalisé en 2006.

En 2022, la commune comptait 462 habitants, en évolution de +10 % par rapport à 2016 (Somme : −1,26 %, France hors Mayotte : +2,11 %).
| 1793 | 1800 | 1806 | 1821 | 1831 | 1836 | 1841 | 1846 | 1851 |
| ---- | ---- | ---- | ---- | ---- | ---- | ---- | ---- | ---- |
| 245  | 203  | 191  | 220  | 243  | 252  | 283  | 293  | 310  |

| 1856 | 1861 | 1866 | 1872 | 1876 | 1881 | 1886 | 1891 | 1896 |
| ---- | ---- | ---- | ---- | ---- | ---- | ---- | ---- | ---- |
| 306  | 304  | 281  | 267  | 301  | 277  | 271  | 223  | 227  |

| 1901 | 1906 | 1911 | 1921 | 1926 | 1931 | 1936 | 1946 | 1954 |
| ---- | ---- | ---- | ---- | ---- | ---- | ---- | ---- | ---- |
| 244  | 235  | 245  | 256  | 275  | 255  | 283  | 259  | 269  |

| 1962 | 1968 | 1975 | 1982 | 1990 | 1999 | 2006 | 2011 | 2016 |
| ---- | ---- | ---- | ---- | ---- | ---- | ---- | ---- | ---- |
| 352  | 252  | 246  | 395  | 423  | 372  | 348  | 332  | 420  |

| 2021 | 2022 | - | - | - | - | - | - | - |
| ---- | ---- | - | - | - | - | - | - | - |
| 463  | 462  | - | - | - | - | - | - | - |

### Enseignement
Le village a connu la fermeture de son école primaire.
La commune accueille un institut médico-éducatif.

### Sport
Le FC Grand-Laviers est le club de football de la commune. Il évolue actuellement en Départemental 4 du district de la Somme. Le FCGL évolue au stade municipal, situé rue de Touvent, dans les marais de Grand-Laviers.

## Culture locale et patrimoine

### Lieux et monuments
- Le bois de Bonance constitue un des principaux attraits de la commune.
- L'église Saint-Fuscien[38],[39] date du XVe siècle ; son clocher a été reconstruit en 1844.

- Les ruines d'une chapelle du XIIIe siècle[40], appartenant à l'ancienne maladrerie des Frères du Val, sont visibles.
- Le rond-point Saint-Nazare, lié à des événements curieux de la fin du XVIIIe siècle, est un lieu de pèlerinage local.

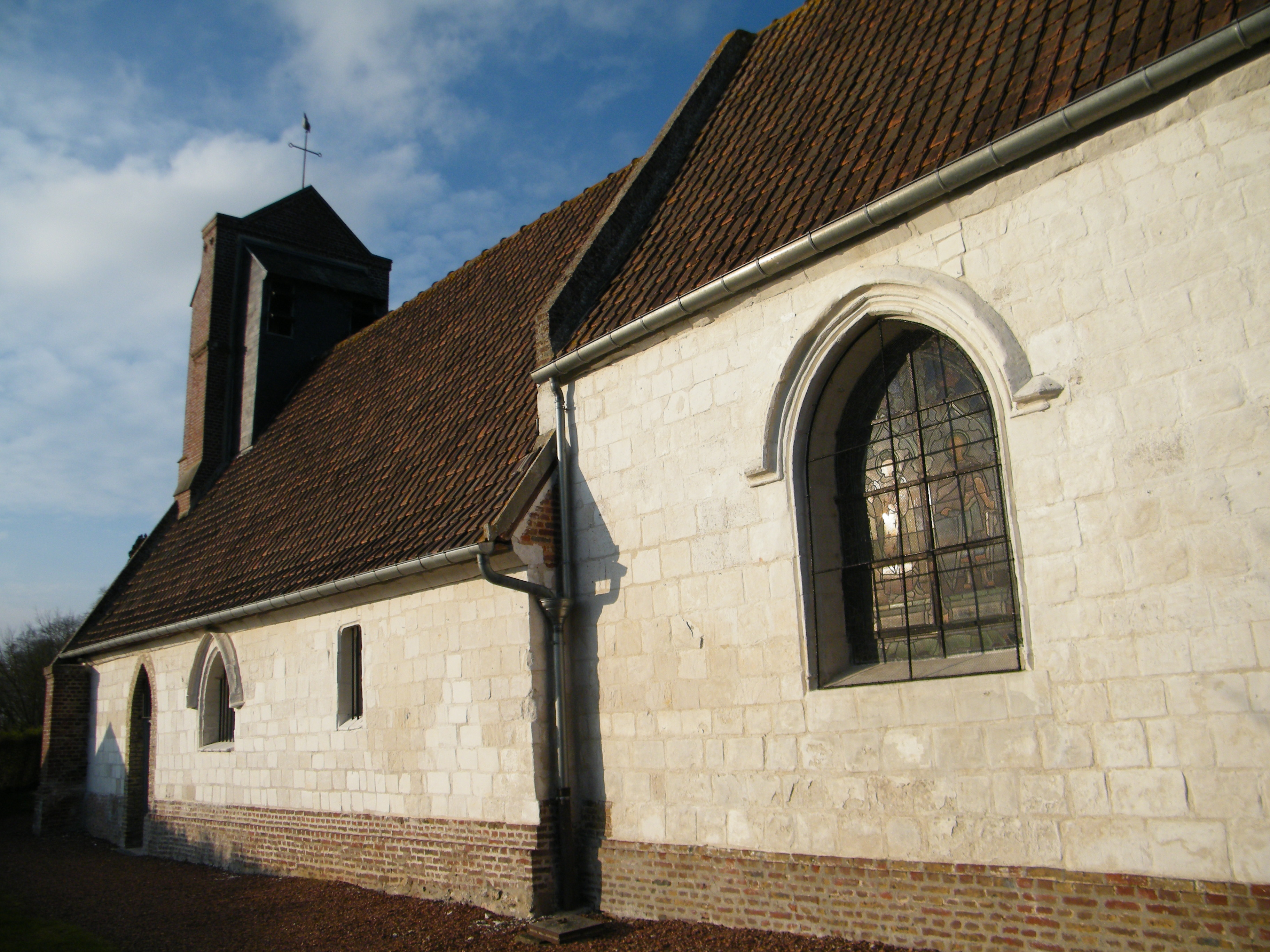
L'église Saint-Fuscien.
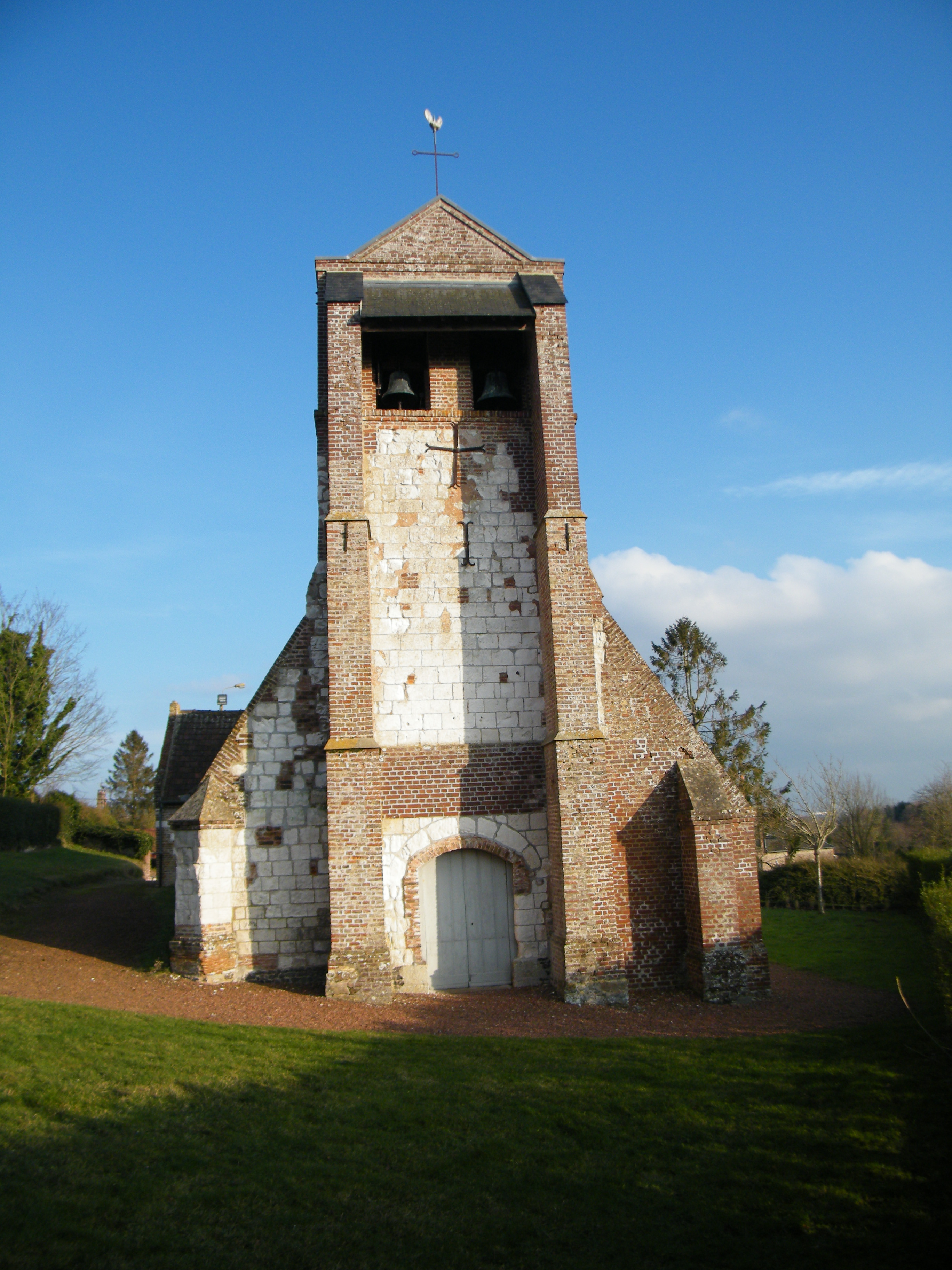
Vue du clocher-mur de l'église.
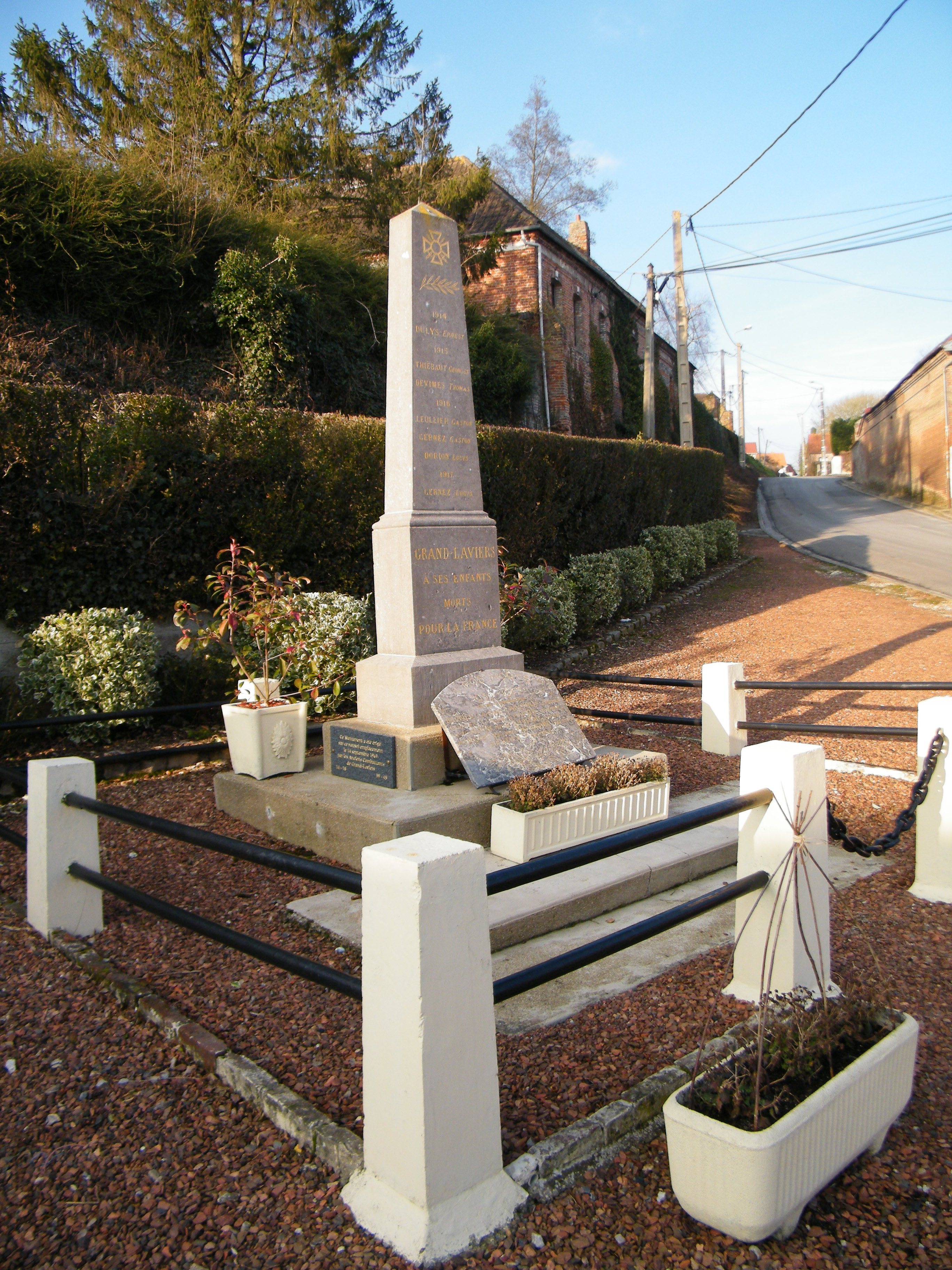
Monument aux morts.
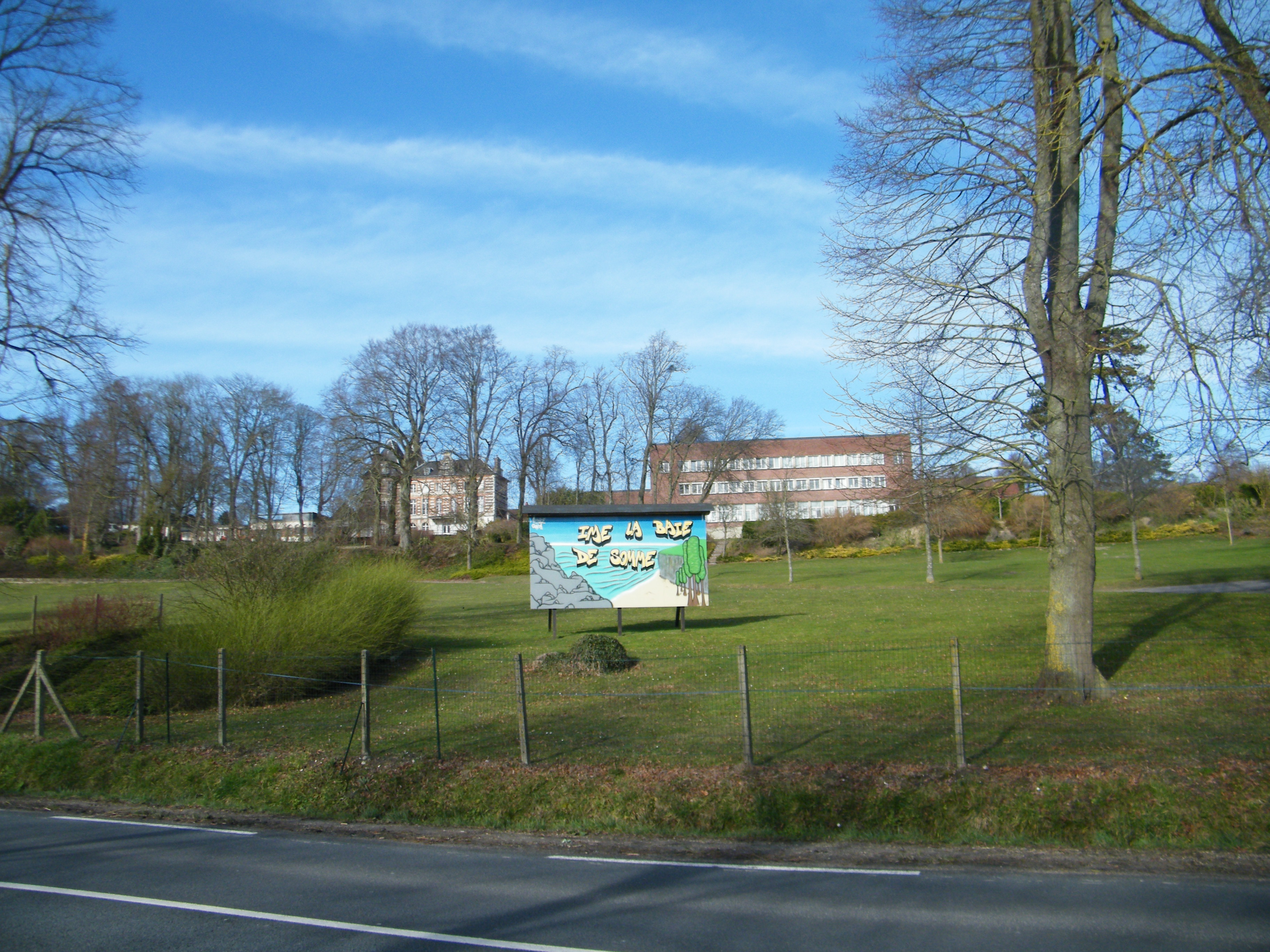
L'institut médico-éducatif (IME) de Grand-Laviers.

#### Faune
Trois anciens bassins de décantation de la sucrerie d'Abbeville fermée en 2008, situés sur le territoire de la commune de Grand-Laviers, constituent une réserve ornithologique de 40 ha. Ils ont été achetés par la Fondation pour la protection des habitats de la faune sauvage et la Fédération des chasseurs de la Somme. Des aménagements ont permis d'en faire un lieu de nidification pour les oiseaux à l'abri d'intrusions de prédateurs. L'avifaune aquatique se compose de : Cygne tuberculé, Tadorne de Belon, Canard chipeau, Canard colvert, Canard souchet, Canard pilet, Sarcelle d'hiver, Grèbe à cou noir, Avocette élégante, Échasse blanche, Vanneau huppé... Depuis octobre 2010, le site est classé Réserve de chasse et de faune sauvage. Une réserve ornithologique y a été créée en 2012.
Trois parcours sillonnent la réserve et 13 observatoires permettent une observation optimale de la faune et de la flore  à travers les 4 km de circuit, tout en étant un site de nidification important au printemps pour de nombreuses espèces telles que l'Échasse blanche, l'Avocette élégante, la Mouette rieuse...* La réserve ornithologique de Grand-Laviers, inaugurée en juin 2014, est ouverte au public depuis juillet 2014, tous les jours du 1er mars à la fin des vacances de la Toussaint, ainsi que pendant les vacances de Noël.
Les zones humides locales constituent une partie du site Ramsar de la Baie de Somme et des marais arrière-littoraux (28 communes) dont l'avifaune atteint 365 espèces d'oiseaux sur plus de 19 000 hectares.

### Personnalités liées à la commune
- Pierre Firmin Delondres  (1774-1840), capitaine, héros des batailles de Wagram et de Dantzig[réf. nécessaire].
- Oswald Macqueron (1821-1899), aquarelliste  fit de nombreuses représentations de Grand-Laviers[45].
- Robert Tyrakowski (1944-2008), footballeur et entraîneur français, décédé à Grand-Laviers.

### Héraldique
| Blason de Grand-Laviers | Blason  | D'or à trois bandes d'azur, à la proue de drakkar d'argent, habillée de gueules brochant sur le tout ; au chef d'argent chargé d'une fleur de lis d'or adextrée d'une croisette ancrée de gueules et senestrée d'une rose du même. |
| Blason de Grand-Laviers | Détails | Adopté en 1991 par le conseil municipal. |

## Pour approfondir